# Natri chloroacetat
Natri cloroacetat là một hợp chất hóa học hữu cơ có công thức NaC2H2ClO2. Nó là muối natri của axit cloroacetic, được sử dụng làm nguyên liệu ban đầu hoặc chất trung gian để sản xuất một số lượng lớn hóa chất, chẳng hạn như dược phẩm và chất dẻo.

## Điều chế
Natri cloroacetat được sản xuất công nghiệp bằng cách cho axit cloroacetic phản ứng với natri cacbonat.
{\displaystyle \mathrm {2\ CH_{2}ClCOOH+Na_{2}CO_{3}\longrightarrow 2\ CH_{2}ClCOONa+\ H_{2}O+\ CO_{2}\uparrow } }

## Tính chất
Natri cloroacetat là chất rắn màu trắng, dễ cháy, dễ tan trong nước. Nó phân hủy trên 150 °C, tạo ra cacbon monoxit, carbon dioxide, hydro chloride và natri oxit.

## Sử dụng
Natri cloroacetat được sử dụng làm nguyên liệu thô để sản xuất dược phẩm, chất dẻo và thuốc nhuộm , mỹ phẩm, thuốc diệt cỏ, cacboxymetyl xenlulozơ, axit thioglycolic, glycin và nitrometan.

## An toàn
Khi đốt hoặc đun nóng natri cloroacetat, hydro chloride được tạo ra, có thể gây ăn mòn.